# ジャック・ギヨーム・シモノー
ジャック・ギヨーム・シモノー（Jacques Guillaume Simonneau、Simoneau、Simonneau de Preslin ）は、フランス革命期のエタンプ市長である。1740年1月14日にエタンプで生まれ、1792年3月3日に彼の故郷で殺害された。
小工場経営者であり、1791年からはエタンプ市長のジャック・ギヨーム・シモノーは、小麦暴動に似た暴動の犠牲者であり、命日の1792年3月3日は、八月十日事件と九月虐殺の数か月前である。彼は職務執行中、棒で殴打され、2発の銃弾で致命傷を負い、彼の護衛をする騎兵が手綱を放し逃げ出そうとして、騎兵のサーベルに刺された。彼の体は凌辱された。衝撃を受け、立法議会はその市長が法律遵守に努めたとして壮大な栄誉を用意した。同年6月3日に大規模な追悼葬儀がパリで行われ、代議士747人が参列、オペラ座楽団が演奏を行った。しかしその惨劇の後、暴動は拡大して彼を殺害した2人が解放された。